# Halowe Mistrzostwa Świata w Lekkoatletyce 2014 – trójskok kobiet
Trójskok kobiet – jedna z konkurencji rozegranych podczas 15. Halowych Mistrzostw Świata w Sopocie.
Eliminacje rozegrano w piątek 7 marca, a finał odbył się dzień później – 8 marca.
Tytułu mistrzowskiego z 2012 roku nie broniła Brytyjka Yamilé Aldama.

## Statystyka

### Rekordy
W poniższej tabeli przedstawiono (według stanu przed rozpoczęciem mistrzostw) rekordy świata, poszczególnych kontynentów oraz halowych mistrzostw świata.
| Halowy rekord świata              | Tatjana Lebiediewa | 15,36 | Budapeszt | 6 marca 2004  |
| Rekord halowych mistrzostw świata | Tatjana Lebiediewa | 15,36 | Budapeszt | 6 marca 2004  |
| Halowy rekord Afryki              | Yamilé Aldama      | 14,90 | Budapeszt | 6 marca 2004  |
| Halowy rekord Ameryki Południowej | Keila Costa        | 14,11 | Moskwa    | 10 marca 2006 |
| Halowy rekord Ameryki Północnej   | Yargelis Savigne   | 15,05 | Walencja  | 8 marca 2008  |
| Halowy rekord Australii i Oceanii | Nicole Mladenis    | 13,31 | Budapeszt | 5 marca 2004  |
| Halowy rekord Azji                | Olga Rypakowa      | 15,14 | Doha      | 13 marca 2010 |
| Halowy rekord Europy              | Tatjana Lebiediewa | 15,36 | Budapeszt | 6 marca 2004  |

### Listy światowe
Tabela przedstawia 5 najlepszych wyników uzyskanych w sezonie halowym 2014 przed rozpoczęciem mistrzostw.
| lp. | Zawodniczka         | Wynik | Data        | Miejsce     |
| --- | ------------------- | ----- | ----------- | ----------- |
| 1.  | Olha Saładucha      | 14,65 | 21 lutego   | Sumy        |
| 1.  | Jekatierina Koniewa | 14,65 | 30 stycznia | Samara      |
| 3.  | Patrícia Mamona     | 14,36 | 23 lutego   | Pombal      |
| 4.  | Ksienija Dziacuk    | 14,34 | 8 lutego    | Homel       |
| 5.  | Kimberly Williams   | 14,26 | 25 stycznia | Albuquerque |

## Terminarz
| Data         | Godzina | Runda      |
| ------------ | ------- | ---------- |
| 7 marca 2014 | 11:20   | Eliminacje |
| 8 marca 2014 | 18:05   | Finał      |

## Rezultaty

### Eliminacje
| Poz. | Zawodniczka         | Reprezentacja | #1    | #2    | #3    | Rezultat | Uwagi |
| ---- | ------------------- | ------------- | ----- | ----- | ----- | -------- | ----- |
| 1.   | Kimberly Williams   | Jamajka       | 14,35 |       |       | 14,35    | PB, Q |
| 2.   | Olha Saładucha      | Ukraina       | 14,31 |       |       | 14,31    | Q     |
| 3.   | Jekatierina Koniewa | Rosja         | 14,13 | 14,20 | 14,20 | 14,20    | q     |
| 4.   | Dana Velďáková      | Słowacja      | x     | 14,10 | x     | 14,10    | SB, q |
| 5.   | Yarianna Martínez   | Kuba          | 13,78 | 14,03 | 14,04 | 14,04    | PB, q |
| 6.   | Ksienija Dziacuk    | Białoruś      | 13,47 | 13,97 | 13,83 | 13,97    | q     |
| 7.   | Patrícia Mamona     | Portugalia    | x     | 13,83 | x     | 13,83    | q     |
| 8.   | Li Yanmei           | Chiny         | 13,76 | 13,51 | 13,69 | 13,76    | q     |
| 9.   | Wieronika Mosina    | Rosja         | 13,57 | 13,35 | 13,68 | 13,68    |       |
| 10.  | Keila Costa         | Brazylia      | 13,64 | 13,47 | x     | 13,64    |       |
| 11.  | Anna Jagaciak       | Polska        | x     | 13,57 | 13,41 | 13,57    |       |

### Finał
| Poz. | Zawodniczka         | Reprezentacja | #1    | #2    | #3    | #4    | #5    | #6    | Rezultat | Uwagi |
| ---- | ------------------- | ------------- | ----- | ----- | ----- | ----- | ----- | ----- | -------- | ----- |
|      | Jekatierina Koniewa | Rosja         | 13,96 | 14,46 | 14,07 | x     | 14,30 | x     | 14,46    |       |
|      | Olha Saładucha      | Ukraina       | 14,28 | 14,38 | 14,41 | 14,45 | 14,40 | 14,22 | 14,45    |       |
|      | Kimberly Williams   | Jamajka       | 14,27 | 14,34 | x     | 14,23 | x     | 14,39 | 14,39    | SB    |
| 4.   | Patrícia Mamona     | Portugalia    | x     | 14,26 | 14,22 | x     | x     | 14,25 | 14,26    |       |
| 5.   | Li Yanmei           | Chiny         | 14,19 | 13,77 | x     | 13,53 | 13,90 | 13,81 | 14,19    | SB    |
| 6.   | Ksienija Dziacuk    | Białoruś      | 14,02 | x     | 13,66 | 14,13 | 13,73 | 13,83 | 14,13    |       |
| 7.   | Yarianna Martínez   | Kuba          | 13,90 | 13,88 | 13,90 | 13,99 | x     | 13,66 | 13,99    |       |
| 8.   | Dana Velďáková      | Słowacja      | x     | x     | 13,63 | 12,23 | x     | 13,75 | 13,75    |       |